# Leichtathletik-Halleneuropameisterschaften 2017/Teilnehmer (Schweden)
| Gelbes Symbol für Goldmedaillen mit stilisierten Olympischen Ringen | Graues Symbol für Silbermedaillen mit stilisierten Olympischen Ringen | Braundes Symbol für Bronzemedaillen mit stilisierten Olympischen Ringen |
| ------------------------------------------------------------------- | --------------------------------------------------------------------- | ----------------------------------------------------------------------- |
| —                                                                   | 2                                                                     | 2                                                                       |

Aus Schweden starteten 17 Athletinnen und 12 Athleten bei den Leichtathletik-Halleneuropameisterschaften 2017 in Belgrad, die vier Medaillen (2 × Silber und 2 × Bronze) errangen sowie einen Landesrekord einstellten.
Am 21. Februar gab Nationaltrainerin Karin Torneklint vom schwedischen Leichtathletikverband Svenska Friidrottsförbundet (SFIF) zunächst 22 Sportler und Sportlerinnen (jeweils elf Männer und Frauen) bekannt, mit dem Hinweis, dass die Mannschaft noch erweitert werden könnte. Noch am gleichen Tag erhielten die Mehrkämpfer Bianca Salming und Fredrik Samuelsson eine Einladung vom Europäische Leichtathletikverband (EAA). Wenig später erhielt Stabhochspringerin Lisa Gunnarsson ebenfalls eine Einladung vom Europäischen Leichtathletikverband. Nachdem Tornekklint Gladys Bamane für die 60 Meter und damit zu deren  erster internationalen Meisterschaft in der Erwachsenenklasse benannt hatte, konnte sie auch die Teilnahme der Stabhochspringerin Michaela Meijer und Angelica Bengtsson bekannt geben, obwohl Letztere in der Hallensaison noch keinen einzigen Wettkampf bestritten hatte. Mit erfüllter Norm komplettierte Sprinterin Maja Rogemyr das nun 29-köpfige Aufgebot von 17 Sportlerinnen und zwölf Sportlern.
Armand Duplantis hatte kein Interesse an einer Teilnahme bei der Hallen-EM.

## Ergebnisse

### Frauen

#### Laufdisziplinen
| Athletin           | Disziplin   | Vorlauf               | Vorlauf               | Halbfinale         | Halbfinale         | Finale             | Finale             |
| Athletin           | Disziplin   | Zeit                  | Platz                 | Zeit               | Platz              | Zeit               | Platz              |
| ------------------ | ----------- | --------------------- | --------------------- | ------------------ | ------------------ | ------------------ | ------------------ |
| Gladys Bamane      | 60 m        | 7,50 s                | 28                    | nicht qualifiziert | nicht qualifiziert | nicht qualifiziert | nicht qualifiziert |
| Elin Östlund       | 60 m        | 7,43 s                | 20                    | 7,42 s             | 16                 | nicht qualifiziert | nicht qualifiziert |
| Lovisa Lindh       | 800 m       | 2:03,47 min           | 4                     | 2:03,26 min        | 7                  | 2:01,37 min PB     | 4                  |
| Anna Silvander     | 800 m       | 2:05,63 min           | 12                    | nicht qualifiziert | nicht qualifiziert | nicht qualifiziert | nicht qualifiziert |
| Meraf Bahta        | 1500 m      | 4:12,39 min           | 5                     | –––                | –––                | 4:07,90 min        | 4                  |
| Linn Nilsson       | 1500 m      | 4:15,25 min           | 14                    | –––                | –––                | nicht qualifiziert | nicht qualifiziert |
| Charlotta Fougberg | 3000 m      | 8:55,21 min PB        | 3                     | –––                | –––                | 9:09,53 min        | 12                 |
| Susanna Kallur     | 60 m Hürden | 8,15 s                | 12                    | 8,12 s             | 9                  | 8,14 s             | 8                  |
| Maja Rogemyr       | 60 m Hürden | 8,18 s PB             | 13                    | 8,34 s             | 15                 | nicht qualifiziert | nicht qualifiziert |
| Elin Westerlund    | 60 m Hürden | DQ (Fehlstart R162.7) | DQ (Fehlstart R162.7) | nicht qualifiziert | nicht qualifiziert | nicht qualifiziert | nicht qualifiziert |

#### Sprung/Wurf
| Athletin           | Disziplin      | Qualifikation | Qualifikation | Finale             | Finale             |
| Athletin           | Disziplin      | Höhe/Weite    | Platz         | Höhe/Weite         | Platz              |
| ------------------ | -------------- | ------------- | ------------- | ------------------ | ------------------ |
| Emma Green         | Hochsprung     | 1,86 m        | 19            | nicht qualifiziert | nicht qualifiziert |
| Sofie Skoog        | Hochsprung     | 1,86 m        | 9             | nicht qualifiziert | nicht qualifiziert |
| Angelica Bengtsson | Stabhochsprung | –––           | –––           | 4,55 m             | Bronze             |
| Michaela Meijer    | Stabhochsprung | –––           | –––           | 4,55 m             | 5                  |
| Lisa Gunnarsson    | Stabhochsprung | –––           | –––           | 4,55 m PB          | 6                  |
| Fanny Roos         | Kugelstoßen    | 17,76 m       | 5             | 18,13 m =NR        | 4                  |

#### Fünfkampf
| Athletin       | Disziplin | 60 m Hürden | Hochsprung | Kugelstoßen | Weitsprung | 800 m          | Punkte  | Platz |
| -------------- | --------- | ----------- | ---------- | ----------- | ---------- | -------------- | ------- | ----- |
| Bianca Salming | Ergebnis  | 8,87 s      | 1,81 m     | 13,59 m     | 5,67 m     | 2:11,44 min PB | 4389 PB | 10    |
| Bianca Salming | Punkte    | 937         | 991        | 767         | 750        | 944            | 4389 PB | 10    |

### Männer

#### Laufdisziplinen
| Athlet             | Disziplin   | Vorlauf        | Vorlauf | Halbfinale         | Halbfinale         | Finale             | Finale             |
| Athlet             | Disziplin   | Zeit           | Platz   | Zeit               | Platz              | Zeit               | Platz              |
| ------------------ | ----------- | -------------- | ------- | ------------------ | ------------------ | ------------------ | ------------------ |
| Sulayman Bah       | 60 m        | 6,71 s         | 8       | 6,72 s             | 10                 | 6,96 s             | 7                  |
| Austin Hamilton    | 60 m        | 6,65 s PB      | 3       | 6,67 s             | 7                  | 6,63 s PB          | Bronze             |
| Odain Rose         | 60 m        | 6,72 s         | 9       | 6,66 s SB          | 5                  | 6,63 s SB          | 4                  |
| Andreas Kramer     | 800 m       | 1:46,86 min PB | 1       | 1:49,53 min        | 8                  | nicht qualifiziert | nicht qualifiziert |
| Kalle Berglund     | 1500 m      | 3:45,68 min    | 7       | –––                | –––                | 3:45,56 min        | Silber             |
| Johan Rogestedt    | 1500 m      | 3:44,12 min    | 4       | –––                | –––                | 3:49,91 min        | 10                 |
| Staffan Ek         | 3000 m      | 8:56,06 min    | 21      | –––                | –––                | nicht qualifiziert | nicht qualifiziert |
| Jonas Leanderson   | 3000 m      | 7:54,93 min    | 1       | –––                | –––                | 8:03,91 min        | 5                  |
| Alexander Brorsson | 60 m Hürden | 7,78 s         | 14      | nicht qualifiziert | nicht qualifiziert | nicht qualifiziert | nicht qualifiziert |

#### Sprung/Wurf
| Athlet         | Disziplin  | Qualifikation | Qualifikation | Finale             | Finale             |
| Athlet         | Disziplin  | Höhe/Weite    | Platz         | Höhe/Weite         | Platz              |
| -------------- | ---------- | ------------- | ------------- | ------------------ | ------------------ |
| Fabian Delryd  | Hochsprung | 2,10 m        | 17            | nicht qualifiziert | nicht qualifiziert |
| Michel Tornéus | Weitsprung | 7,96 m SB     | 4             | 8,08 m SB          | Silber             |

#### Siebenkampf
| Athlet             | Disziplin | 60 m      | Weitsprung | Kugelstoßen | Hochsprung | 60 m Hürden | Stabhochsprung | 1000 m         | Punkte  | Platz |
| ------------------ | --------- | --------- | ---------- | ----------- | ---------- | ----------- | -------------- | -------------- | ------- | ----- |
| Fredrik Samuelsson | Ergebnis  | 7,06 s PB | 7,40 m SB  | 14,24 m SB  | 2,01 m     | 8,18 s      | 5,00 m PB      | 2:42,97 min PB | 6015 PB | 5     |
| Fredrik Samuelsson | Punkte    | 861       | 910        | 743         | 813        | 937         | 910            | 841            | 6015 PB | 5     |